# Favia rotumana
Espèce
Statut CITES
Favia rotumana est une espèce de coraux appartenant à la famille des Faviidae. Selon WoRMS, cette espèce n'est pas valide et correspond à Dipsastraea rotumana Gardiner, 1899.